# Andorian

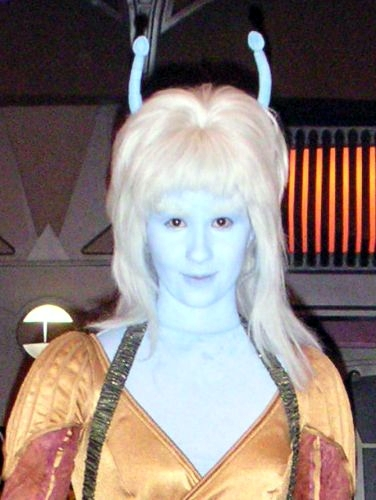
Een vrouwelijke Andoriaan, bij Star Trek: The Experience

Andorian is een fictief ras uit de televisieserie Star Trek.
Andorianen zijn afkomstig van de maan Andoria, die in een baan om de gasreus Andor draait. Ze zijn erg territoriaal en hun gedrag kan door andere rassen als agressief worden opgevat.
De soort is herkenbaar aan zijn blauwe huidskleur en spierwitte haar. Op hun hoofd hebben ze een soort beweegbare antennes die mogelijk voor communicatie of als zintuig gebruikt kunnen worden. Andorianen kunnen zonder deze antennes overleven, zoals te zien is in de Star Trek: Enterprise-aflevering United. Het wordt door Andorianen echter als vernederend gezien om één of beide antennes te moeten missen, maar ze groeien in vier tot negen maanden weer aan.
De Andorianen en de Vulcans maakten in de 21e eeuw aanspraak op dezelfde planetoïde, die door de Andorianen Wehtaan en door de Vulcans Paan Mokar'a werd genoemd. Er kwam pas vrede tussen beide volken in 2152, toen kapitein Jonathan Archer als tussenpersoon optrad en een vredesoverleg bewerkstelligde. De Andorianen waren een van de eerste rassen die zich bij de Verenigde Federatie van Planeten aansloten. Sommige rebellerende Andoriaanse facties verzetten zich hiertegen, en vormden zelfs in de 24e eeuw nog een bedreiging voor ruimteschepen van de Federatie.
In 2154 is er een kortdurende schermutseling geweest tussen de Andorianen en de Vulcans, die wederom door (onder anderen) Jonathan Archer tot een vreedzaam einde werd gebracht, nadat hij de val van de oorlogszuchtige Vulcan-regering had veroorzaakt.
In de fictie van Star Trek komen de Andorianen vooral voor in de de oorspronkelijke serie en Star Trek: Enterprise. In de andere televisieseries wordt het ras af en toe bij naam genoemd, maar zijn er geen grote rollen voor Andorianen.

## Besturing van de antennes
De antennes zijn mechanische apparaatjes die op afstand worden bestuurd. Dankzij de bewegingen van de antennes kunnen de emoties van het personage beter worden weergegeven. De acteur stemt voorafgaand aan de opname de gewenste bewegingen af met degene die de antennes bestuurt.